# James Alison
James Alison (1959) è un presbitero e teologo inglese di religione cattolica.
È riconosciuto come uno dei più lucidi esponenti del pensiero di René Girard in ambito teologico. Oltre che in Inghilterra, Alison ha vissuto e insegnato in Messico, Brasile, Bolivia, Cile e Stati Uniti. Vive a Londra, ma svolge attività di conferenziere e insegnante soprattutto nel Nord e Sudamerica.
Ha fatto parte dell'Ordine Domenicano fra il 1981 e il 1995. Opera attualmente come pastore itinerante, predicatore e guida di ritiri spirituali in occasione di conferenze universitarie, seminari, corsi di catechismo per adulti, ritiri spirituali per sacerdoti, gruppi parrocchiali  e ritiri cattolici ed ecumenici di gay e lesbiche. Nel 2005 la sua attività lo ha portato negli Stati Uniti, in Messico, Colombia, Irlanda, Germania e Spagna, oltre ai tre mesi di letture sabbatiche a Londra. Nel 2006 ha tenuto conferenze ed incontri negli Stati Uniti e a Berlino.
I suoi attuali interessi teologici comprendono lo sviluppo di un programma di catechesi per adulti che attinge alla comprensione non violenta del desiderio elaborata da René Girard e l'approfondimento di alcune intuizioni riguardo alla relazione tra la Creazione e la Salvezza emerse in alcune delle sue opere, sia pastorali che accademiche.

## Opere
- Knowing Jesus (1994)
- Raising Abel, The Recovery of the Eschatological Imagination (1996), pubblicato anche col titolo Living in the End Times: The Last Things Re-imagined
- The Joy of Being Wrong, Original Sin Through Easter Eyes (1998)
- Faith beyond resentment: fragments catholic and gay (2001), pubblicato in italiano da Transeuropa Edizioni con il nome Fede oltre il risentimento
- On Being Liked (2004)
- Undergoing God: Dispatches from the Scene of a Break-In (2006)